# Horie Shigeo
Horie Shigeo (japanisch 堀江 薫雄; geboren 28. Januar 1903 in Kamojima (Präfektur Tokushima); gestorben 27. August 2000) war ein japanischer Bankmanager.

## Leben und Wirken
Horie Shigeo begann 1928 für die Yokohama Specie Bank zu arbeiten. Er war u. a. in Rom und Shanghai tätig. Als nach dem Zweiten Weltkrieg die Bank in die „Bank of Tokyo“ (derzeit Bank of Tokyo-Mitsubishi) integriert wurde, fungierte er als Direktor des Reorganisationsbüros, dann als Direktor, Geschäftsführer und stellvertretender Präsident. 1957 wurde er Präsident, 1965 Aufsichtsratsvorsitzender. 1969 zog er sich als Berater zurück. 
Bei der Unterzeichnung des Friedensvertrag von San Francisco 1952 schrieb Horie das Manuskript der Wirtschaftsrede von Premierminister Yoshida Shigeru. 1968 wurde er Direktor von Olivetti Japan. Er war Experte für internationale Finanzfragen, hielt Vorlesungen an der Universität Tokio und der Universität Kyōto, war u. a. Mitglied des Wirtschaftsrates (経済審議会, Keizai shingikai) und des Zollratenrates (関税率審議会, Kanzei-ritsu shingikai). Er war bei seinen Mitgliedsaktivitäten bekannt für seine lebhaften Äußerungen.
Zu Hories Werken gehören u. a. „Kokusai kin’yū kōwa“ (国際金融講話) –„Vorlesung zur internationalen Kreditgewährung“, zwei Bände 1953 und 1954, „Kokusai tsūka kikin no kenkyū“ (国際通貨基金の研究) – „Untersuchungen zum Internationaler Währungsfonds“ 1962 und „Kokusai keizai-ron“ (国際経済論) – „Überlegungen zur internationalen Wirtschaft“ 1965.
Horie wurde 1967 mit dem päpstlichen Gregoriusorden und 1973 mit dem Orden des Heiligen Schatzes 1. Klasse geehrt.